# Gare de Dompierre-sur-Mer
Ne doit pas être confondu avec Gare de Dompierre ou Gare de Dompierre-Sept-Fons.
La gare de Dompierre-sur-Mer est une gare ferroviaire française, fermée, de la ligne Nantes-Orléans à Saintes. Elle est située sur le territoire de la commune de Dompierre-sur-Mer, dans le département de la Charente-Maritime, en région Nouvelle-Aquitaine.
Mise en service le 17 juin 1872 par la Compagnie des chemins de fer des Charentes ; elle est fermée au service ferroviaire en 1980.

## Situation ferroviaire
Établie à 17 mètres d'altitude, la gare fermée de Dompierre-sur-Mer est située au point kilométrique (PK) 172,163 de la ligne de Nantes-Orléans à Saintes, entre les gares ouvertes : de Luçon (s'intercale les gares fermées de Sainte-Gemme - Pétré, Nalliers, Langon - Mouzeuil, Velluire, Vix, L'Île-d'Elle, Marans, d'Andilly - Saint-Ouen, Mouillepied et Rompsay) et de La Rochelle-Ville.

## Histoire
Dès l’inauguration de la ligne reliant La Roche-sur-Yon à La Rochelle, le 17 juin 1872, la commune de Dompierre bénéficia d’une desserte ferroviaire tant pour le transport de voyageurs que pour le fret. Le bâtiment destiné à l’accueil des voyageurs fut édifié selon le modèle « standard » préconisé par la Compagnie des Charentes.
Malheureusement, cette ligne s'éloigne considérablement du bourg, ce qui ne favorisait pas le maintien d'une desserte pour voyageurs après la Seconde Guerre mondiale : celle-ci fut interrompue en 1980, et le bâtiment voyageurs, délaissé, fut démoli en 1987.
En ce qui concerne le fret, l'établissement disposait de deux voies de desserte raccordées sur le côté nord, ainsi que d’un embranchement situé juste au sud du passage à niveau, jouxtant la gare de ce côté, lequel desservait un silo agricole de grande importance. Toutefois, la desserte du silo ne subsista pas au-delà des années 1980, tandis que les voies de l’ancienne cour des marchandises de la gare furent exploitées jusqu’à la fin des années 1990 pour le déchargement de matériaux destinés à la Direction Départementale de l'Équipement de Charente-Maritime, principalement des cailloux. Cependant, dans les deux cas, les difficultés d’exploitation liées au cantonnement primitif de la ligne et à l’absence d’aiguilles judicieusement disposées conduisirent inexorablement à l’arrêt de la desserte ferroviaire.

## Patrimoine ferroviaire
Le bâtiment voyageurs d’origine fut démoli en 1987. Par la suite, le site de la gare de Dompierre se transforma, au fil des années, en un terrain vague, où, hélas, une décharge sauvage persistait malgré les efforts de la commune pour en endiguer l’expansion. Malgré les mesures prises pour interdire le dépôt d’ordures et de gravats, le lieu demeura, durant un certain temps, négligé et envahi. Les voies de desserte, bien que toujours reliées à la ligne Nantes-La Rochelle, furent submergées par les décombres et la végétation, qui s’y frayaient un chemin impétueux. Quant à l’embranchement du silo du côté sud, il subsiste encore, mais l’aiguille permettant l’accès aux voies principales a été ôtée.